# Walter Kempner (Mediziner, 1869)
Walter Kempner (* 17. Juni 1869 in Glogau; † 29. Februar 1920 in Berlin) war ein deutscher Mediziner (mit Titel Sanitätsrat) und beschäftigte sich auch wissenschaftlich mit Hygiene und Mikrobiologie.

## Leben
Kempner promovierte 1894 an der Münchner Medizinischen Fakultät mit einem Beitrag zur Aetiologie der Säuglingstuberkulose.
Er heiratete 1898 in Madrid – auf einem internationalen medizinischen Kongress – Lydia Rabinowitsch-Kempner, die mit ihm zusammen im Hygienischen Institut von Robert Koch arbeitete.
Sie galten als eines der großen Wissenschaftlerehepaare neben Marie und Pierre Curie und Oskar und Cécile Vogt und veröffentlichten auch zusammen, was auch im Ausland rezipiert wurde.
Kempner stellte 1897 in Kochs Labor mit einem Antiserum die erste Therapiemöglichkeit gegen Fleischvergiftungen her.
1905 wurde er in die Berliner Medizinische Gesellschaft aufgenommen. Kempner starb 1920 an Kehlkopftuberkulose.
Das älteste seiner drei Kindern war der Jurist Robert Kempner (1899–1993), der bei den Nürnberger Prozessen als stellvertretender Chefankläger auftrat. Es folgten Nadeshda (Nadja; 1901–1932), die aber noch vor Abschluss ihres Philologiestudiums starb, und Walter (1903–1997), der wie sein Vater Mediziner wurde und in den 1930er Jahren an der Duke University eine populäre Reisdiät entwickelte.

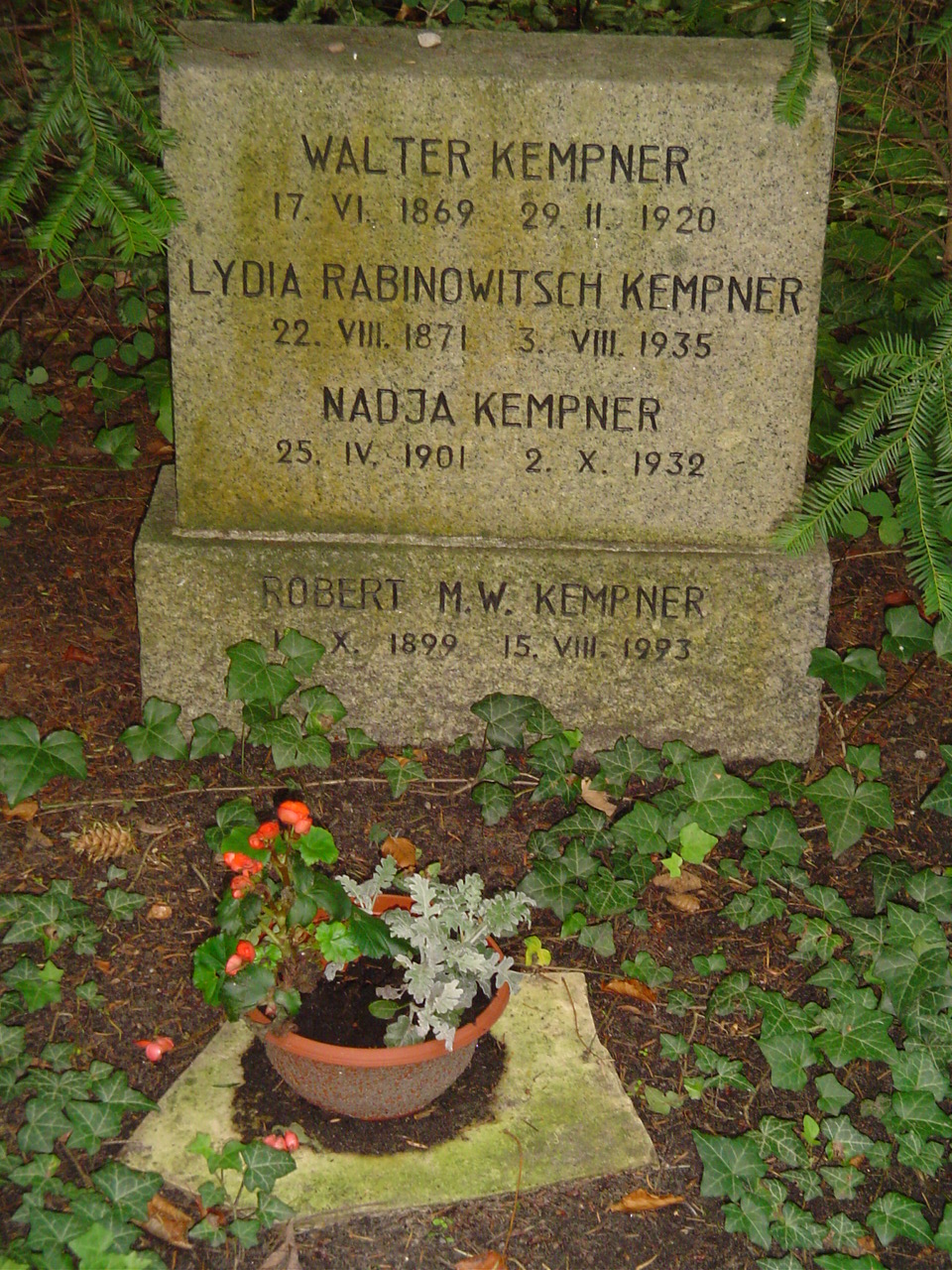
Parkfriedhof Lichterfelde

Walter Kempner wurde auf dem Parkfriedhof Lichterfelde in Berlin-Lichterfelde beigesetzt. Im Familiengrab wurden ebenfalls die Ehefrau Lydia Rabinowitsch-Kempner, die Tochter Nadja Kempner sowie 1993 der Sohn Robert Kempner bestattet, zu dessen Ehren die Grabstätte in der Abt. 4a-1/2 zu den Ehrengräbern des Landes Berlin gehört.

## Schriften
- Weiterer Beitrag zur Lehre von der Fleischvergiftung: das Antitoxin des Botulismus. 1897.
- Ueber Schwefelwasserstoffbildung des Choleravibrio im Hühnerei. In: Archiv für Hygiene, Bände 21–22, 1894, S. 317.
- Beitrag zur Aetiologie der Säuglingstuberkulose. 1894. In: Heinrich Helferich: Atlas und Grundriss der traumatischen Fracturen und Luxationen. J.F. Lehmann, 1895.